# Arisaema kawashimae
Arisaema kawashimae är en kallaväxtart som beskrevs av Shunsuke Serizawa. Arisaema kawashimae ingår i släktet Arisaema och familjen kallaväxter. Inga underarter finns listade.